# Universitat Nacional d'Irlanda
La Universitat Nacional d'Irlanda (NUI) (en gaèlic irlandès: Ollscoil na hÉireann) és un sistema universitari federal i de colleges en virtut de la Llei d'universitats irlandeses de 1908, i modificada significativament per la Llei d'universitats de 1997. Les universitats federades són a tots els efectes universitats independents, tret que els graus acadèmics i higher diplomas són els de la Universitat Nacional d'Irlanda amb seu a Dublín.
Les universitats federades (constituent universities) són:
- University College Cork
- University College Dublin
- University of Galway
- Maynooth University

Els colleges reconeguts (recognised colleges) són:
- Royal College of Surgeons in Ireland University of Medical and Health Sciences
- Institute of Public Administration